# Wario: Master of Disguise
Wario: Master of Disguise är ett plattformsspel till Nintendo DS, utgivet av Nintendo och Suzak. Detta spel utspelar sig efter Wario Land 4.
Wario sitter och tittar på TV då han ser ett program om en tjuv, vid namn Silver Zephyr, som är väldigt duktig på att förklä sig med hjälp av en trollstav (Goodstyle). Wario blir avundsjuk och börjar uppfinna en hjälm som låter honom gå in i TV-programmet. Han kallar hjälmen för Telmet. Wario använder nu Telmet för att gå in TV:n och stjäla Goodstyle.